# Parole nuove (album Einar)
Parole nuove è il primo album in studio del cantante italiano Einar, pubblicato il 15 febbraio 2019 dalla Sony Music.

## Tracce
1. Centomila volte – 3:15 (testo: Antonio Maiello, Ivan Bentivoglio – musica: Antonio Maiello, Ivan Bentivoglio, Enrico Palmosi)
2. Bene – 3:42 (testo: Niccolò Bolchi, Gianluigi Fazio, Andrea Pugliese – musica: Niccolò Bolchi, Gianluigi Fazio)
3. Parole nuove – 3:17 (testo: Antonio Maiello – musica: Antonio Maiello, Enrico Palmosi, Nicola Marotta)
4. La poesia di un imprevisto – 3:42 (testo: Antonio Maiello, Davide Simonetta – musica: Antonio Maiello, Davide Simonetta, Enrico Palmosi, Andrea Vigentini)
5. Ma tu rimani – 3:22 (testo: Francesco Gramegna – musica: Massimiliano Pelan, Fabio De Martino)
6. Un'altra volta te – 3:38 (testo: Fabio Campedelli, Oscar Angiuli – musica: Massimiliano Dagani, Mario Fracchiolla, Fabio Campedelli, Oscar Angiuli)
7. Ancora un po' – 3:00 (Rosario Canale, Rory Di Benedetto)
8. Il momento perfetto – 3:10 (Luca Chiaravalli, Gianluigi Fazio, Davide Simonetta, Biagio Sturiale)
9. I'm Sorry – 3:07 (testo: Antonio Maiello – musica: Enrico Palmosi, Alessandra Zuccaro, Simone Cassano)
10. Lo stesso di sempre – 2:52 (Pierfrancesco Cordio)
11. L'Amore con parole nuove (feat. Biondo) – 3:26 (testo: Antonio Maiello, Simone Baldasseroni – musica: Antonio Maiello, Ivan Bentivoglio, Enrico Palmosi)

## Classifiche
| Classifica (2019) | Posizione massima |
| ----------------- | ----------------- |
| Italia            | 24                |